# Jaume Pellicer i Moscardó
Jaume Pellicer i Moscardó (19 de novembre de 1978) és un biòleg valencià. Especialitzat en biologia evolutiva, és investigador de l'Institut Botànic de Barcelona després d'haver treballat en el Jardí Reial Botànic de Kew a Anglaterra.
Pellicer va estudiar a la Universitat de València i després a Barcelona on va obtenir el doctorat per la Facultat de Farmàcia de la Universitat de Barcelona el 2019. Va formar part de l'equip que va publicar el 2010 el genoma de la Paris japonica, una planta que té un genoma de més de 150.000 milions de parells de bases, fins aleshores el genoma més gran descrit. I el 2024 va ser coautor d'un article sobre una falguera de Nova Caledònia (Tmesipteris oblanceolata) que té el nou rècord amb 160.000 milions de parells.
Jaume Pellicer és nebot de l'etnobotànic Joan Pellicer i Bataller (1947-2007).